# Petruskerk (Lioessens)
De Petruskerk is een kerkgebouw in Lioessens in de Nederlandse provincie Friesland. De kerk is een rijksmonument.

## Beschrijving
De noordgevel met lisenen is een restant uit de 13e eeuw. Rond 1480 is de kerk aan de zuidzijde in gotisch vormen (spitsboogvensters) verbreed. Het koor werd vijfzijdig. In 1827 kreeg de kerk een tongewelf, nieuw kerkmeubilair en steunberen aan de noordzijde. 
In 1909 is de koorsluiting driezijdig herbouwd. In 1924 werd de westgevel, die aan de binnenzijde nog uit tufsteen bestaat, beklampt. Beide restauraties worden door bouwkundigen soms als 'verknoeing' van de kerk gezien. Onder andere de machinaal vervaardigde stenen die voor de westzijde werden gebruikt worden daarbij genoemd als iets dat afbreuk doet aan de rest van de kerk.
De houten geveltoren verving een zadeldaktoren. In de toren hangt een luidklok (1498) van klokkengieter Johan met afbeeldingen van de heiligen Petrus (boek en sleutel) en Catharine (staf en wiel).

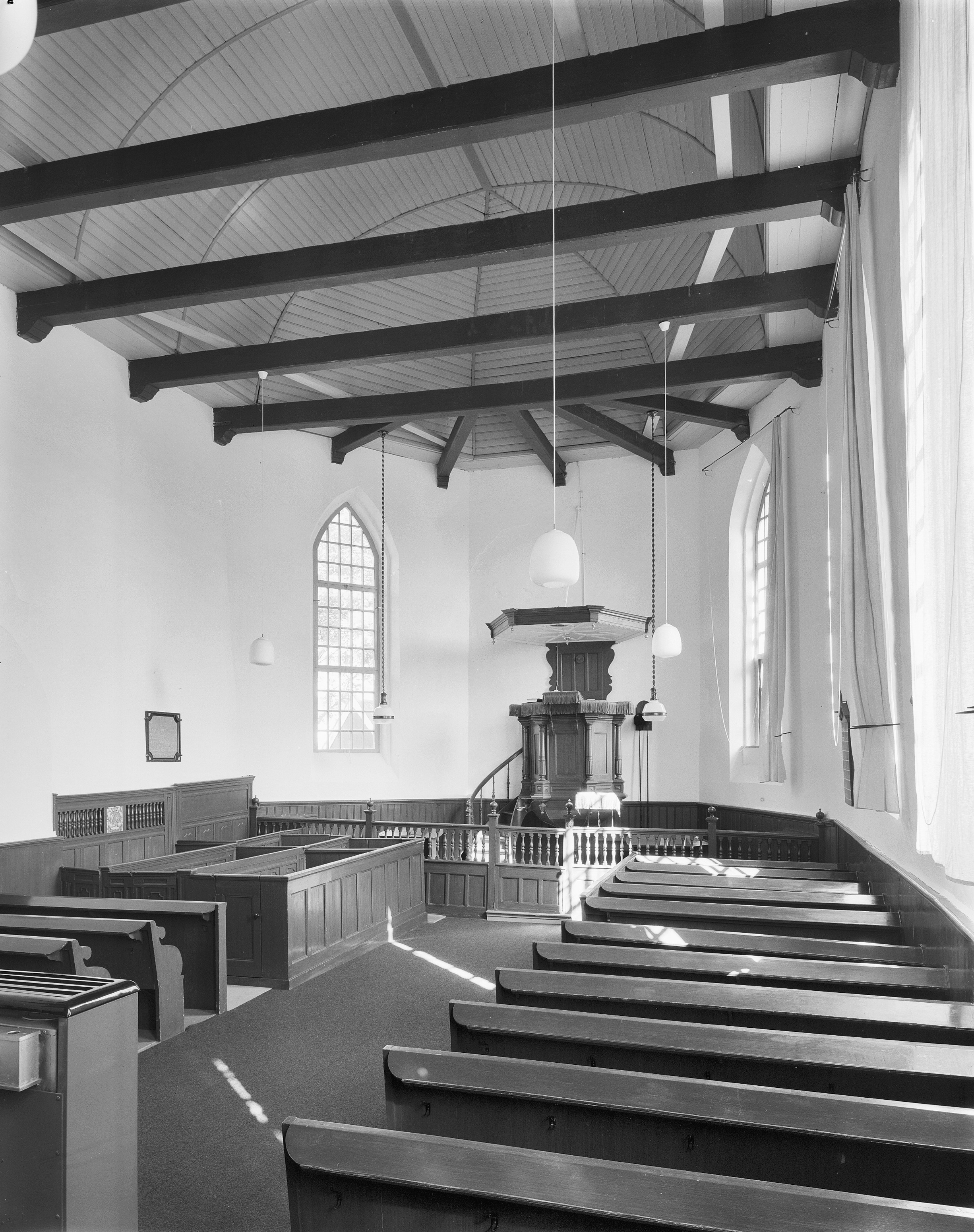
Interieur met preekstoel in 1981
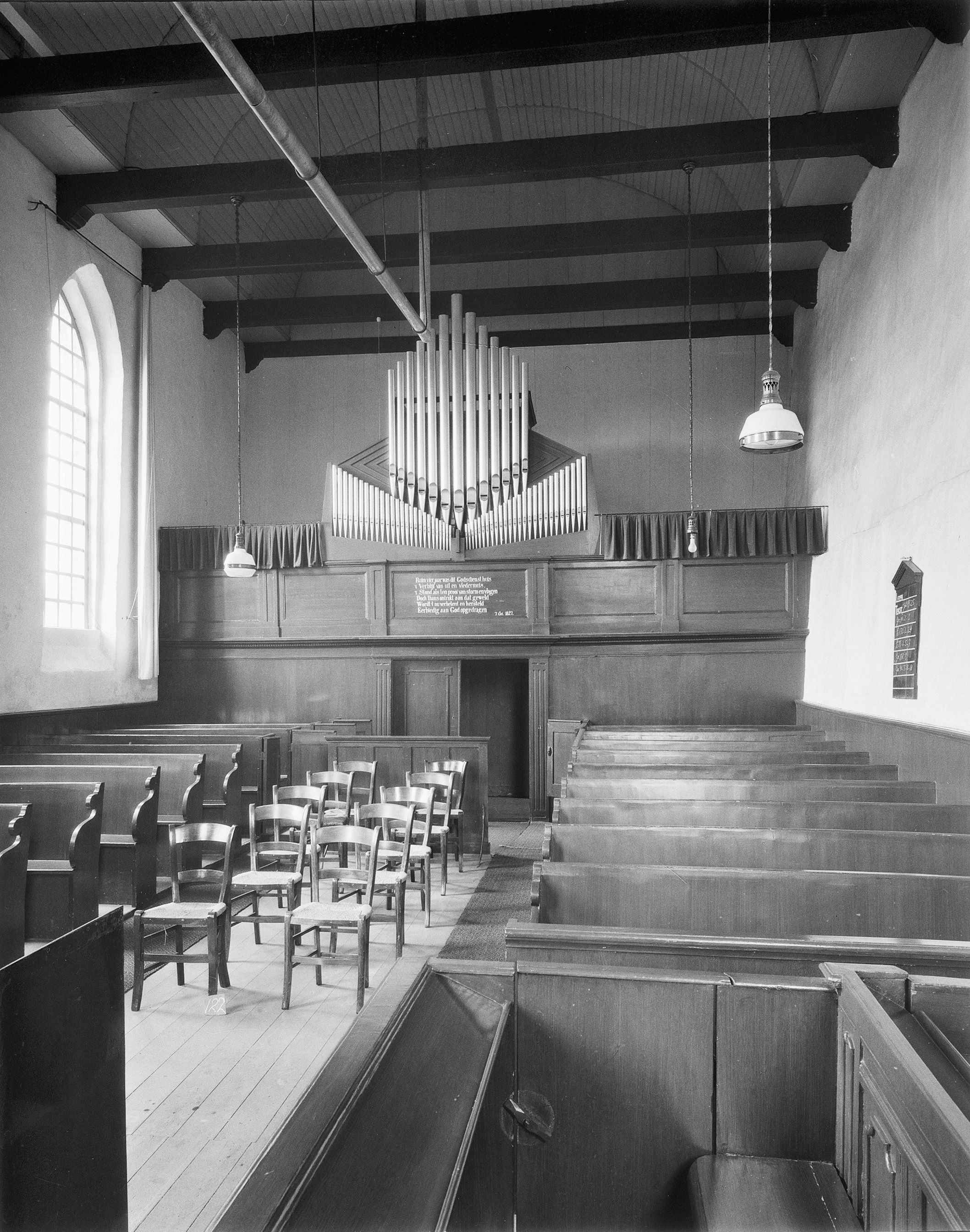
Interieur met orgel in 1959

Er bevinden zich twee oorlogsmonumenten aan de muur van de kerk. Een plaquette voor Theunis Kuipers en Willem Kuipers (onthuld in 2019) en een plaquette voor Liepke Scheepstra (onthuld in 2022).